# سابا لاسلو (سياسي)
سابا لاسلو هو اقتصادي وسياسي مجري، ولد في 4 أكتوبر 1962 في دبرتسن في المجر. انتخب Minister of Finance in Hungary ‏ (27 مايو 2002 – 15 فبراير 2004).